# Somethin' Special (Beijing Olympic Mix)
„Somethin' Special (Beijing Olympic Mix)” este un cântec al interpretei americane Colbie Caillat. Piesa face parte de pe compilația AT&T TEAM USA Soundtrack, realizată pentru a le oferi sprijin sportivilor americani care au participat la Jocurile Olimpice de vară din 2008.
Înregistrarea a fost inclusă și pe o ediție specială a albumului Coco, lansată în vara anului 2008.
Grație numărului semnificativ de descărcări digitale comercializate, piesa a debutat în Billboard Hot 100 pe locul 98.